# ویلهلم لیست
زیگمونت ویلهلم لیست (به آلمانی: Siegmund Wilhelm List) (۱۴ مه ۱۸۸۰–۱۷ اوت ۱۹۷۱) نظامی بلندپایه و فیلد مارشال آلمانی در دوره رایش سوم بود که در جریان جنگ جهانی دوم فرماندهی یگان‌های مختلفی را بر عهده داشت.

## زندگی
ویلهلم لیست سال ۱۸۸۰ به دنیا آمد. پدرش پزشک بود. دوران مدرسه را در مونشن گذراند. سال ۱۸۹۸ به عنوان افسر محصل به نیروی زمینی پادشاهی بایرن پیوست و سال ۱۹۰۰ با درجه ستوان دوم خدمت خود را آغاز کرد. دوره‌های مختلف ستادی را گذراند و سال ۱۹۱۳ با درجه سروانی وارد ستاد کل کبیر شد. در جریان جنگ جهانی اول تا سال ۱۹۱۸ به عنوان افسر ستادی خدمت کرد. در این جنگ مجروح شد و چند نشان افتخار دریافت نمود.
ترفیع درجات:
- ۱۹۰۰: ستوان دوم
- ۱۹۰۸: ستوان یکم
- ۱۹۱۳: سروان
- ژانویه ۱۹۱۸: سرگرد
- ۱۹۲۴: سرهنگ دوم
- ۱ مارس ۱۹۲۷: سرهنگ
- ۱ اکتبر ۱۹۳۰: سرتیپ
- ۱۹۳۲: سرلشکر
- ۱ اکتبر ۱۹۳۵: سپهبد (ژنرال پیاده‌نظام)
- ۱ آوریل ۱۹۳۹: ارتشبد
- ۱۹ ژوئیه ۱۹۴۰: فیلدمارشال

پس از جنگ، جز مدت کوتاهی که فرمانده یک گردان بود، تا اوایل دهه ۱۹۳۰ همچنان در جایگاه‌های ستادی در رایشسور بود و تا درجه سرلشکری ترفیع گرفت. سال ۱۹۳۳ به فرماندهی لشکر چهارم در زاکسن منصوب شد. این جایگاه سال ۱۹۳۵ به سطح سپاه گسترش یافت و لیست با درجه سپهبدی (ژنرال پیاده‌نظام) در آن باقی ماند. به عنوان فردی بی‌طرف در امور سیاسی پاکسازی نظامیان در سال ۱۹۳۸ متوجه او نشد. پس از آنشلوس مسئول ادغام نیروهای مسلح اتریش در ورماخت بود.
با آغاز جنگ جهانی دوم، لیست ارتش چهاردهم را در نبرد لهستان فرماندهی و به جهت آن نشان عالی صلیب شوالیه صلیب آهنین را دریافت کرد. در جریان نبرد فرانسه ارتش دوازدهم را در رخنه در اراضی دشمن در ناحیه سدان و سپس پیشروی تا مرز سوئیس رهبری نمود. در پی شکست فرانسه ماه ژوئیه سال ۱۹۴۰ به درجه فیلدمارشالی نائل آمد. اوایل سال ۱۹۴۱ با ارتش دوازدهم به بالکان منتقل شد. با نیروهای خود در کنار سایر یگان‌های ورماخت، یونان تسخیر کرد و بریتانیایی‌ها را از بیرون راند. لیست پس از تصرف جزیره کرت به عنوان فرمانده کل جبهه جنوب شرقی منصوب گشت.
ماه ژوئیه سال ۱۹۴۲ به جبهه شرقی فرستاده شد تا در جریان مورد آبی گروه ارتش آ را برای پیشروی به سمت قفقاز و دستیابی به میدان‌های نفتی آن فرماندهی کند. به هر صورت با بروز اختلاف نظر بین او و فرماندهی عالی، ماه سپتامبر از این مقام برکنار شد و تا پایان جنگ در زمره افسران ذخیره بود.
پس از جنگ به اتهام جنایت جنگی محاکمه و به جهت اقداماتی که علیه پارتیزان‌ها در بالکان انجام داده بود، به حبس ابد محکوم شد. به هر صورت پس از گذراندن هشت سال در زندان، سال ۱۹۵۳ آزاد شد. فیلدمارشال ویلهلم لیست در نهایت ماه اوت سال ۱۹۷۱ در سن ۹۱ سالگی درگذشت.